# De lege ferenda
De lege ferenda är ett latinskt begrepp som inom juridiken används för att benämna en analys eller argumentation rörande hur lagen borde vara. Det särskiljer det från de lege lata, som benämner en analys eller ett argument rörande vad som de facto är gällande rätt.
Den exakta distinktionen mellan lege ferenda och lege lata är inte given, och olika rättsfilosofiska skolor tenderar att dra gränsen olika. Rättspositivister, däribland Jeremy Bentham och John Austin, har historiskt varit måna om att upprätthålla en strikt distinktion för att på sätt kunna skilja moralen å ena sidan från lagen å den andra.
I angloamerikansk rätt används vanligen formen lex ferenda istället för de lege ferenda (lex är nominativ, medan lege är ablativ).